# عبد الله التل
عبد الله يوسف التل (1918 - 1973)، قائد عسكري أردني ومفكر قومي إسلامي. أحد قادة الجبهة الأردنية بحرب فلسطين عام 1948م (الكتيبة السادسة) والقائد العسكري لجبهة القدس وسمي قائد معركة القدس. كتب كتاب (كارثة فلسطين) عام 1959 اتهم فيها القيادات العربية بصنع الهزيمة كما نشر كتاب آخر في مصر حمل عنوان (فلسطين وبعث القومية العربية) وفي سنة 1964 نشر كتاب (خطر اليهودية العالمية على الإسلام والمسيحية) لينشر في سنة 1970 كتابه (جذور البلاء) وآخر كتاب قام بنشره كتاب (الأفعى اليهودية في معاقل الإسلام) الذي نشره في عام 1971.

## عن حياته

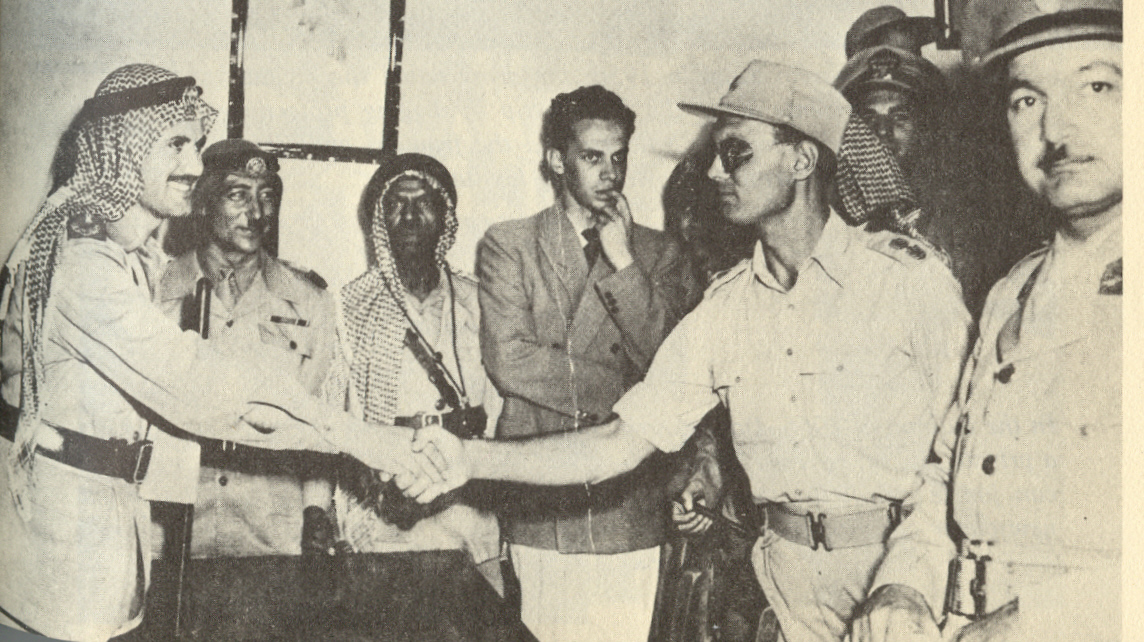
عبد الله التل مع القائد العسكري الإسرائيلي موشيه دايان.

ولد في مدينة إربد عام 1918، وينتمي لأحد أعرق وأقدم عشائرها (عشيرة التل) ، أنهى دراسته الثانوية في مدينة السلط، وحصل على شهادة الاجتياز العالية عام (1937)، وعلى دورة أركان الحرب من بريطانيا عام (1946) ثم ماجستير آداب من جامعة الأزهر (1965). كان ملازماً في الجيش العربي عام 1942، ثم عُيِّن حاكماً عسكرياً للقدس (1948-1949). يوجد حالياً في إربد مسقط رأسه مسجد يحمل اسمه.

## قائد معركة القدس
قاد معركة السيطرة على القدس وألحق الخراب بالحي اليهودي، وقد استسلم الحي اليهودي بالقدس في 28 مايو 1948 وقام التل بأُسر من تبقّى فيه من مقاتلين بينهم مختار الحي وقائد الهاجاناه. وقد عُيّن قائدا عاما للقدس. اتهم ضمن ستة اشخاص باغتيال الملك عبد الله الأول حين دخوله المسجد الأقصى للصلاة وحكم عليه بالإعدام إلّا أنه أُفرج عنه بعد ذلك. ويوجد له قسم في متحف صرح الشهيد ، كما كتب عن بطولاته الأستاذ الدكتور أحمد يوسف التل في العام 2013 كتاب بعنوان «عبد الله التل بطل معركة القدس»  وكتب عن سيرته ومعاركه في القدس وفلسطين رونين اسحاق وحمل الكتاب اسم (عبدالله التل،ضابط في الجيش العربي) الذي ترجمه صلاح التل سنة 2016.